# Безель Яків Володимирович
Я́ків Володи́мирович Безель (30 червня 1938, Москва — 20 червня 2025, там само) — радянський і російський учений, доктор технічних наук, фахівець у галузі автоматизованих систем управління, академік РАРАН, академік АТН РФ, науковий керівник ПАТ «НВО „Алмаз“».

## Біографія
Народився 30 червня 1938 року в Москві.
Випускник кафедри обчислювальної техніки Московського енергетичного інституту 1961 року.
Посади та розробки:
- провідний системний проєктувальник модернізованої автоматизованої системи радіотехнічного батальйону, полку «Межа-М» та «Межа-200»;
- перший заступник головного конструктора автоматизованих систем на новій елементній конструкторсько-технологічній базі 1970-х років для радіотехнічних військ «Нива», «Основа» та «Основа-1»;
- перший заступник головного конструктора (потім головний конструктор) автоматизованої системи зенітної ракетної бригади (частини) «Байкал»;
- головний конструктор автоматизованих систем зенітної ракетної бригади (частини) та авіаційних полків змішаного складу «Байкал-1» та «Байкал-1М».

Також Яків Володимирович був генеральним конструктором системи ППО С-50, генеральним конструктором модернізованої системи ППО міста Москви С-50М, АСУ Прикордонних військ.
Почесний радист (1995). Заслужений діяч науки та техніки РФ (1992). Державна премія РФ (1995).
Помер 20 червня 2025 року в Москві через тривалу тяжку хворобу.